# Мерк, Вальдемар
Вальдемар Мерк (пол. Waldemar Merk; 13 июня 1959, Варшава) — польский гребец-байдарочник, выступал за сборную Польши в конце 1970-х — начале 1980-х годов. Серебряный и бронзовый призёр чемпионатов мира, участник летних Олимпийских игр в Москве, победитель многих регат национального и международного значения.

## Биография
Вальдемар Мерк родился 13 июня 1959 года в Варшаве. Активно заниматься греблей начал в раннем детстве, проходил подготовку в столичном спортивном клубе «Марымонт Варшава» и позже в клубе «Завиша» в Быдгоще.
Первого серьёзного успеха на взрослом международном уровне добился в 1979 году, когда впервые выиграл польское национальное первенство и побывал на чемпионате мира в немецком Дуйсбурге, где занял четвёртое место в полукилометровой гонке одиночных байдарок, немного не дотянув до призовых позиций. Благодаря череде удачных выступлений удостоился права защищать честь страны на летних Олимпийских играх 1980 года в Москве — в составе двухместного экипажа, куда также вошёл гребец Здзислав Шубский, на пятистах метрах финишировал в финале седьмым. Также стартовал в одиночках на тысяче метрах, но здесь остановился на стадии полуфиналов.
После московской Олимпиады Мерк остался в основном составе гребной команды Польши и продолжил принимать участие в крупнейших международных регатах. Так, в 1981 году он съездил на чемпионат мира в английский Ноттингем, откуда привёз награды серебряного и бронзового достоинства, выигранные совместно с Данелем Велной в двойках на пятистах и тысяче метрах соответственно. Год спустя на мировом первенстве в югославском Белграде вновь боролся за медаль: в полукилометровых гонках двоек и четвёрок показал в финалах четвёртый результат.